# Austinixa cristata
Austinixa cristata är en kräftdjursart som först beskrevs av M. J. Rathbun 1900.  Austinixa cristata ingår i släktet Austinixa och familjen Pinnotheridae. Inga underarter finns listade i Catalogue of Life.